# تابع نو
تابع نو در ریاضیات به صورت زیر تعریف می‌شود:
{\displaystyle {\begin{aligned}\nu (x)&\equiv \int _{0}^{\infty }{\frac {x^{t}\,dt}{\Gamma (t+1)}}\\[10pt]\nu (x,\alpha )&\equiv \int _{0}^{\infty }{\frac {x^{\alpha +t}\,dt}{\Gamma (\alpha +t+1)}}\end{aligned}}}
که در آن {\displaystyle \Gamma (z)} تابع گاما است.